# Адо Андрій Дмитрович
Андрі́й Дми́трович Адо́ (*12 січня 1909 — †29 жовтня 1997) — російський учений у галузі патологічної фізіології, імунології та алергології. Доктор медичних наук. Професор. Академік Російської академії медичних наук (від 1965 року — тоді АМН СРСР). Заслужений діяч науки РРФСР. Рідний брат математика Ігоря Адо, двоюрідний брат історика Анатолія Адо.

## Біографія
Наукову діяльність Адо розпочав ще в студентські роки під керівництвом професора Сиротиніна на кафедрі патофізіології Казанського медичного інституту. 1938 року Сиротинін передав кафедру своєму учневі та послідовнику.
Від 1952 року Адо працював у Москві. У 1952—1985 роках — завідувач кафедри патологічної фізіології 2-го Московського медичного інституту.
1961 року організував перший науковий алергологічний заклад у Радянському Союзі — Науково-дослідну алергологічну лабораторію АМН СРСР. 1971 року на її базі створив і очолив Всесоюзний алергологічний центр.